# غوستا برنهارد
غوستا برنهارد (بالسويدية: Gösta Bernhard)‏ هو كاتب سيناريو ومخرج وممثل سويدي، ولد في 26 سبتمبر 1910 في السويد، وتوفي في 4 يناير 1986 بستوكهولم في السويد.

## وصلات خارجية
- غوستا برنهارد على موقع IMDb (الإنجليزية)
- غوستا برنهارد على موقع ميوزك برينز (الإنجليزية)
- غوستا برنهارد على موقع أول موفي (الإنجليزية)
- غوستا برنهارد على موقع قاعدة بيانات الأفلام السويدية (السويدية)
- غوستا برنهارد على موقع ديسكوغز (الإنجليزية)
- غوستا برنهارد على موقع قاعدة بيانات الفيلم (الإنجليزية)
- غوستا برنهارد على موقع كينوبويسك (الروسية)